# Dowagiac Motor Car Company
Dowagiac Motor Car Company, auch Dowagiac Auto-Car Company, war ein US-amerikanischer Hersteller von Automobilen.

## Unternehmensgeschichte
Eine Gruppe von Bewohnern der Stadt Dowagiac in Michigan übernahm 1909 die Reste der J. V. Lindsley Auto Chassis Company. Frank Lake war einer von ihnen. Sie setzten die Produktion von Automobilen fort. Der Markenname lautete Dowagiac. Geplant waren außerdem Nutzfahrzeuge und ein größerer Personenkraftwagen mit dem Markennamen Doe-wah-Jack.
Im Juli 1909 starben Frank Lake und ein weiterer Mitarbeiter bei einem Unfall. Daraufhin endete die Produktion. Insgesamt entstanden 15 Fahrzeuge.
Die Tulsa Auto Manufacturing Company übernahm die Fabrikausstattung.

## Fahrzeuge
Die Wagen entsprachen dem Lindsley. Es waren Highwheeler. Das Fahrgestell hatte 198 cm Radstand. Ein Zweizylindermotor mit 10 PS trieb über eine Kette die Hinterachse an. Model B war ein Runabout und Model C ein Stanhope.

## Modellübersicht
| Jahr | Modell  | Zylinder | Leistung (PS) | Radstand (cm) | Aufbau   |
| ---- | ------- | -------- | ------------- | ------------- | -------- |
| 1909 | Model B | 2        | 10            | 198           | Runabout |
| 1909 | Model C | 2        | 10            | 198           | Stanhope |